# Beyond the Valley...
Beyond the Valley... è il settimo album in studio della band pop punk The Queers, pubblicato nel 2000 dalla Hopeless Records.

## Tracce
Tutte le canzoni sono scritte da Joe Queer, tranne dove indicato.
1. Uncouth – 1:39 - (Chris Barrows, Queer)
2. Little Rich Working Class Oi-Boy – 1:39
3. Strangle The Girl – 2:33
4. I'm Not A Mongo Anymore – 1:12
5. Stupid Fucking Vegan – 1:53 - (Queer, Wimpy Rutherford)
6. In With the Out Crowd – 2:41
7. I Wanna Know – 2:13
8. Journey to the Center of Your Empty Fucking Skull – 2:17
9. I Hate Your Fucking Guts – 1:35
10. Babyface (Boo-Hoo-Hoo) – 3:30
11. My Cunt's a Cunt – 2:02
12. I Just Called to Say Fuck You – 2:45 - (Queer, Rutherford)
13. Just Say Cunt – 1:37
14. Theme from Beyond the Valley of the Assfuckers – 5:10

## Formazione
- Joe King - chitarra, voce
- Dangerous Dave - basso
- Lurch Nobody - batteria